# Capitán

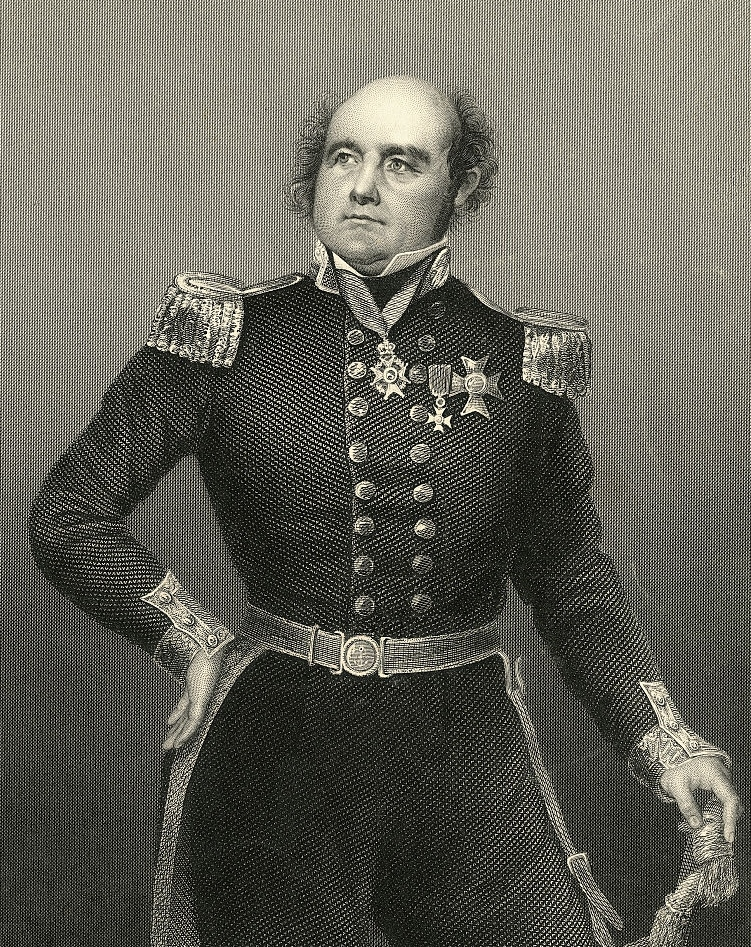
Sir John Franklin (1786–1847), capitán inglés y explorador del Ártico.

Un capitán es una persona que dirige, encabeza, comanda, gobierna o representa a un grupo. Etimológicamente, el término parece provenir del latín capitanus, ‘jefe’, que derivaría, a su vez, del también término latino caput, ‘cabeza’, y este del indoeuropeo kaput, con igual significado.[cita requerida] Existe la figura de capitán en contextos diversos y con características bastante diferenciadas.

## Fuerzas armadas, de seguridad o policiales
En los diferentes cuerpos militares, un capitán es el mayor oficial de rango intermedio. El grado de capitán es inmediatamente inferior al de mayor (comandante en varias naciones) e inmediatamente superior al de teniente o teniente primero, normalmente están al mando de compañías (70-250 soldados). En los cuerpos de la armada, en algunos países, el rango equivalente a capitán es el de teniente de navío, mientras que los de capitán de corbeta/fragata/navío son equivalentes a mayor/Comandante, teniente coronel y coronel en los ejércitos de tierra o aire.
En el ámbito de los países que forman parte de la OTAN, al grado de capitán le corresponde el código OF-2 según la norma STANAG 2116 que estandariza los grados del personal militar.

### Argentina

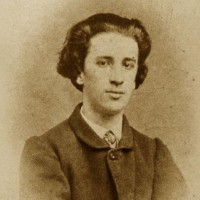
El capitán Dominguito Fidel Sarmiento, (1845-1866) que dio nombre a la ciudad Capitán Sarmiento.

En el Ejército y la Fuerza Aérea Argentina, capitán es el grado inmediato superior a teniente primero y primer teniente respectivamente, e inmediato inferior a mayor. En la Armada Argentina equivale a teniente de navío, el cual es superior a teniente de fragata e inferior a capitán de corbeta. En la Armada, existen tres grados con el nombre de capitán: capitán de corbeta, capitán de fragata y capitán de navío.

### Brasil
En el Ejército y en la Fuerza Aérea Brasileña, capitán es el grado superior a teniente primero e inferior a mayor. En la Marina de Brasil, el capitán-teniente es superior a primer teniente e inferior a capitán de corbeta.

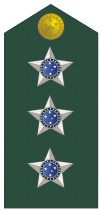
Insignia de capitán del Ejército.
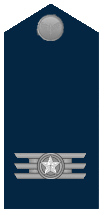
Insignia de capitán de la Fuerza Aérea.
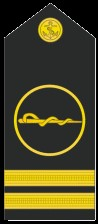
Insignia de capitán-teniente de la Marina.

### Chile
En Chile, el grado de capitán lo adquiere un oficial de ejército con antigüedad mínima de 10 años desde que ha egresado de la escuela militar. Este grado es inmediatamente inferior al de Mayor del Ejército de Chile e inmediatamente superior al de Teniente. Este grado pertenece a la categoría de oficiales subalternos siendo el máximo rango de los oficiales subalternos, están bajo el mando de compañías (70-250 soldados).
El distintivo del capitán de ejército se conoce como presilla y está compuesto por una paleta (cuyos hilos tienen los colores azul, rojo y dorado) con 3 estrellas plateadas puestas a lo largo, y con la punta superior de cada una de ellas mirando hacia atrás. Esta presilla se ubica en el hombro de la tenida formal en dirección, desde el cuello al brazo.
En Carabineros de Chile, el grado lo ocupa un Oficial que haya permanecido al menos 4 años en el grado de Teniente y cuente con los requisitos para su ascenso conforme a la Ley Orgánica Constitucional N.º 18.961, esta promoción debe ser dispuesta por Decreto Supremo firmado por el Presidente de la República de Chile, el diseño del distintivo es exactamente igual al de capitán de ejército, solo cambiando el color dorado por el plateado, simbólico de la caballería.
En la Fuerza Aérea de Chile equivale al grado de Capitán de Bandada usa tres galones celestes (de ocho milímetros) en la bocamanga con una estrella celeste sobre ellos.
En la Armada de Chile equivale al grado al grado de Teniente 1º el cual utiliza tres galones dorados (de siete milímetros) en la bocamanga con una estrella doraba sobre ellos. En la Armada también existen tres Capitanes que son: el capitán de Corbeta equivalente al mayor del ejército de Tierra. El capitán de Fragata es equivalente en el escalafón militar al teniente coronel del Ejército de Tierra y el capitán de Navío al coronel.
En la Marina Mercante de Chile el capitán de Alta Mar es el que ejerce el comando en buques mercantes como capitán.
En la Gendarmería de Chile el grado de capitán en lo referente a su simbología utiliza actualmente galones con forma de presilla sencilla con tres estrellas plateadas brillantes al igual que el Ejército y Carabineros, pero el diseño tiene los colores verde boldo y blanco. Se han utilizado varios distintivos de grados diferentes a lo largo de la historia de Gendarmería, desde la creación de la institución se usaron presillas sencillas doradas con tres estrellas idénticas a las del Ejército, pero luego durante los años ochenta en la dictadura militar de Augusto Pinochet se implementó el empleo de galones tipo pala verde boldo y encima de los galones se usaban tres estrellas opacas.
| Rango                 | Ejército de Chile | Armada de Chile | Fuerza Aérea de Chile | Carabineros de Chile | Gendarmería de Chile |
| --------------------- | ----------------- | --------------- | --------------------- | -------------------- | -------------------- |
| Oficiales Subalternos | Capitán           | Teniente 1º     | Capitán de Bandada    | Capitán              | Capitán              |
|                       |                   |                 |                       |                      |                      |

### Colombia
Capitán es el tercer grado del oficial de la fuerza pública colombiana, grado inmediatamente inferior al de Mayor e inmediatamente superior al de Teniente, es el grado más alto entre los oficiales subalternos; dentro de sus funciones se encuentra el comando de compañías dentro de los diferentes batallones de las Fuerzas Militares (Ejército, Armada en la Infantería de Marina y Fuerza Aérea).
Su insignia para las fuerzas militares son tres estrellas unidas, montadas sobre las charreteras, portapresillas y hombreras de los uniformes; en la Policía Nacional la insignia se representa en tres barras verticales separadas, fijadas sobre las charreteras, portapresillas y hombreras de los uniformes.
En la Armada Nacional los oficiales superiores navales se conocen con los grados de:
- Capitán de corbeta: Equivalente a mayor.
- Capitán de fragata: Equivalente a teniente coronel.
- Capitán de navío: Equivalente a coronel.

Insignia de capitán del Ejército
Insignia de capitán (Infantería de Marina)/ teniente de navío (Armada)
Insignia de capitán de la Fuerza Aérea.
Insignia de capitán de la Policía Nacional.

### España

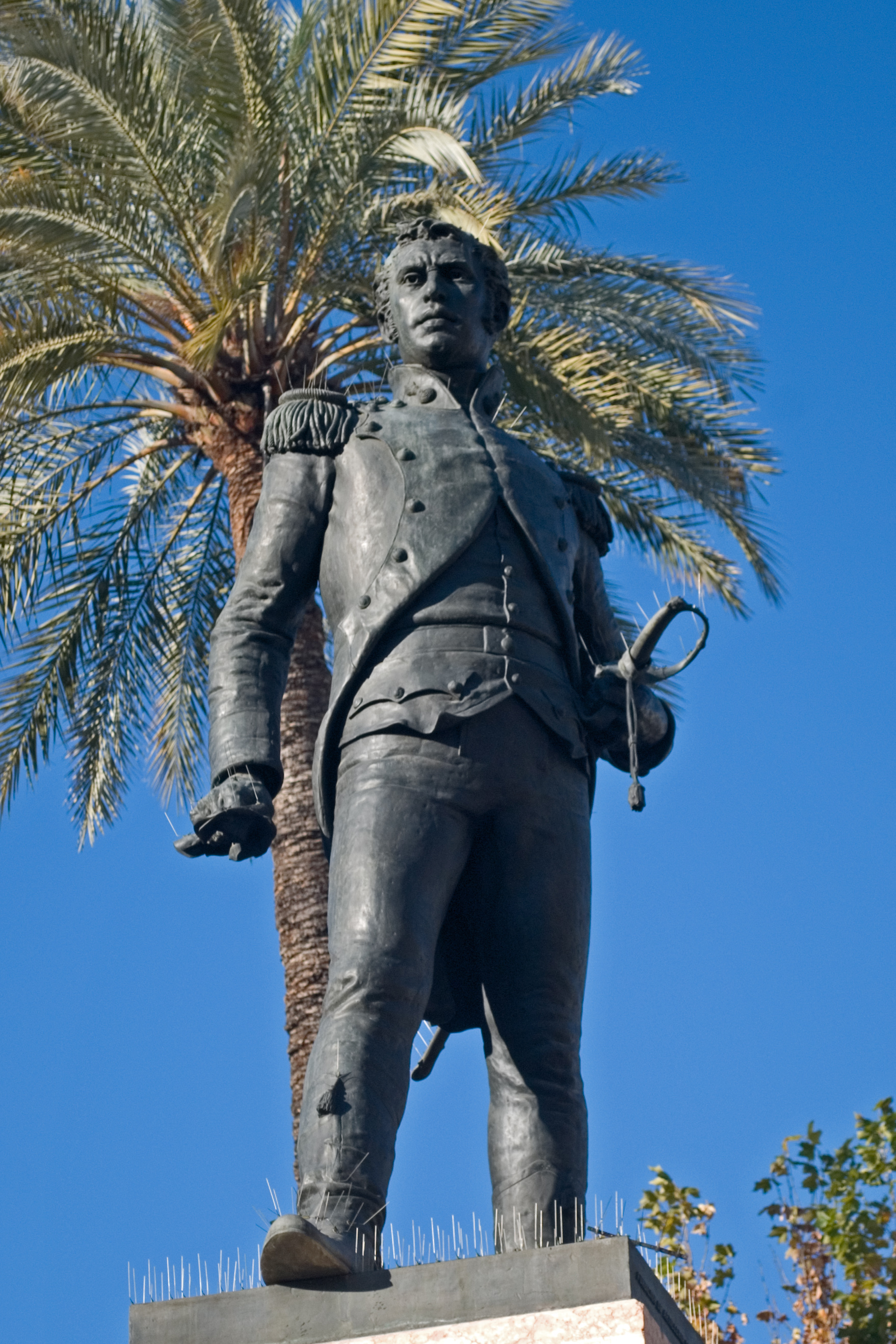
Estatua del capitán Luis Daoiz (1767-1808), en Sevilla, obra del escultor Antonio Susillo.

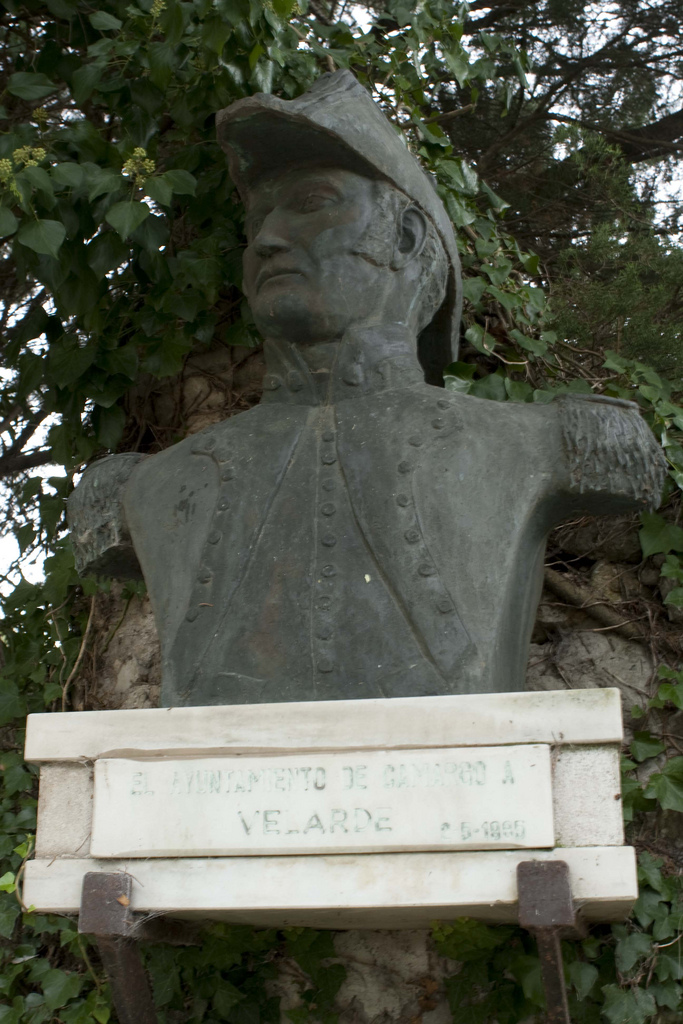
Busto del capitán Pedro Velarde (1779-1808). Museo Etnográfico de Cantabria.

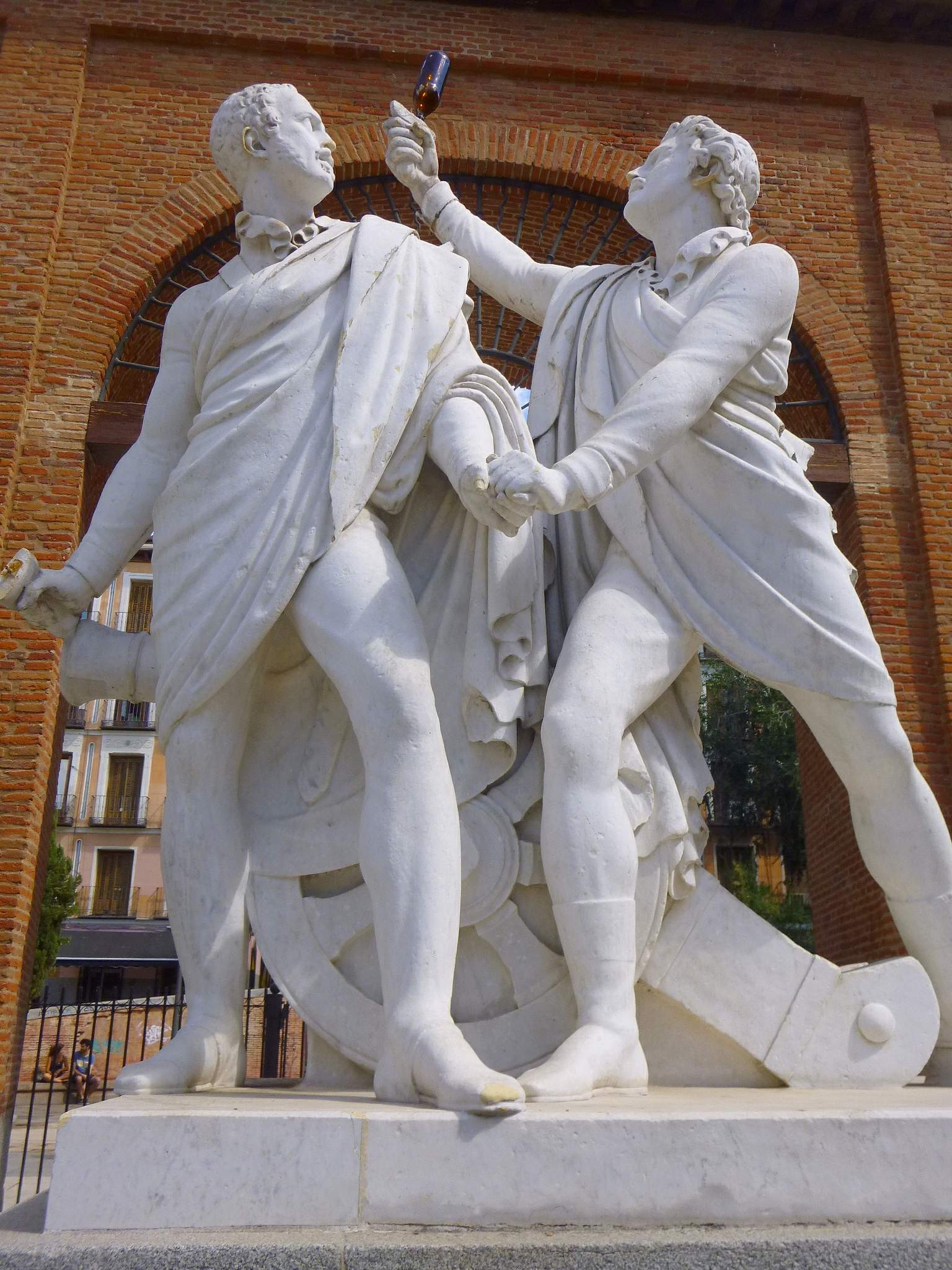
Esculturas del monumento a Daoiz y Velarde en la Plaza del Dos de Mayo de Madrid.

En España, el capitán es un empleo militar comprendido en la categoría de oficiales, superior al de teniente e inferior al de comandante y al que se asciende a los 6 años. El equivalente en la Armada es teniente de navío, mientras que existen otros 3 empleos navales superiores que emplean la denominación de capitán: capitán de corbeta, capitán de fragata y capitán de navío, que equivalen a comandante, teniente coronel y coronel, respectivamente. La divisa la forman 3 estrellas de 6 puntas (sucesivas o en forma de triángulo). Este rango militar equivaldría, según la disposición transitoria primera de la Ley Orgánica 2/1986, de 13 de marzo, de Fuerzas y Cuerpos de Seguridad a la categoría de Inspector Jefe en el Cuerpo Nacional de Policía.
En el ordenamiento militar español también está contemplada la figura del capitán de complemento. Como su nombre indica ‘complementa’ a los militares de carrera para cometidos específicos. Firman un contrato con un plazo determinado, al final del cual deben abandonar obligatoriamente las fuerzas armadas. Su formación es bastante más corta que la de los militares de carrera, pero se les exige titulación universitaria previa. Véase también Milicias Universitarias y Servicio para la Formación de Cuadros de Mando.

Divisa de capitán del Ejército de Tierra
Divisa de teniente navío de la Armada
Divisa de capitán de Infantería de Marina
Divisa de capitán del Ejército del Aire y del Espacio
Divisa de capitán de la Guardia Civil

### Guatemala
El Ejército de Guatemala nombra un capitán segundo para comandar unidades de escalón compañía. El grado de capitán es conocido como el grado «romántico del ejército». Este término se deriva del modelo de pensamiento político de finales del siglo XVIII: El romanticismo, que significaba el reencuentro con los ideales. Es decir, en el grado de capitán el militar lleva a su máxima expresión el ejercicio de su liderazgo tomando en cuenta el grado de relación con su personal subalterno.
Esto se debe a que ha dejado de ser un comandante de pelotón (39 hombres) y ahora comanda tres pelotones de fusileros y un pelotón de armas de apoyo con su respectivo comandante, aparte de la plana de la compañía. El capitán comandante de compañía puede llegar a construir un espíritu de unidad tal, que haga sobresalir a la compañía del resto de las unidades del batallón en entrenamiento militar, presentación, moral militar, conducta, espíritu de combate y eficiencia.
El teniente, grado anterior al capitán, desarrolla su liderazgo; el teniente coronel como comandante del batallón de igual forma. Pero ningún hombre logrará ejercer una influencia tan grande y que marcará la vida de sus hombres para siempre, como lo hace el capitán comandante de compañía. El capitán vela por sus hombres, administra la unidad, les entrena, provee equipo, vestuario, calzado, lleva los registros, guía a los comandantes del pelotón, orienta a los galonistas, ve su bienestar, ve su alimentación, les guía al combate y los trae de vuelta con la victoria.
Un teniente coronel comandante de batallón, un coronel comandante de brigada, seguramente experimentarán grandes vivencias al comandar sus unidades, pero jamás volverán a vivir lo que significa ser un capitán, comandante de una compañía.

### Perú
En Perú es el tercer grado de la jerarquía del Oficial en el Ejército. Es el grado más alto entre los oficiales subalternos.

### Venezuela
En la Fuerza Armada Nacional Bolivariana el grado de capitán se encuentra en la cima de los oficiales subalternos. Todo ello en el Ejército, la Fuerza Aérea y Guardia Nacional Bolivariana.
| Ejército Bolivariano de Venezuela | Aviación Militar Bolivariana |
| --------------------------------- | ---------------------------- |
|                                   |                              |

En el caso de la Armada (Naval), existen los rangos de capitán de corbeta, capitán de fragata y capitán de navío, este último rango equivale al de coronel en el Ejército, Aviación y Guardia Nacional.

### En otros países no hispanófonos

#### Estados Unidos de América
Capitán es un rango militar utilizado por el Ejército de los Estados Unidos, el Cuerpo de Marines de los Estados Unidos y la Fuerza Aérea de los Estados Unidos es un rango de oficial cuya posición en la escala salarial (es decir, salarios) del ejército de los Estados Unidos es "O-3". Según las clasificaciones de la OTAN, este es un rango OF-2.
No debe confundirse con el rango de capitán, rango OTAN OF-5, en otros componentes de las Fuerzas Armadas de los Estados Unidos.

#### Francia
Capitán es un rango militar utilizado en Francia en las fuerzas armadas y en diversas administraciones civiles.
En la actualidad, el término capitán (en el Ejército, Fuerza Aérea, Gendarmería) corresponde al grado de teniente en la Marina francesa.
Independientemente del ejército, un capitán puede ser responsable de una unidad básica de alrededor de 100 personas. Esta tropa puede tomar los siguientes nombres:
- batería: Ejército (artillería);
- compañía: Ejército, gendarmería (compañías de gendarmería departamental, compañías de los regimientos de infantería de la Guardia Republicana);
- escuadrón: Ejército de Tierra (caballería, tren), Fuerza Aérea (no voladora), Gendarmería Nacional (escuadrones de Gendarmería Móvil, escuadrones de motocicletas y caballería de la Guardia Republicana, escuadrones departamentales de seguridad vial);
- escuadrón: Fuerza Aérea (tripulación).

También puede ser, fuera de una unidad de combate, asistente de un jefe de oficina en la administración central, jefe de un destacamento, etc.

#### Reino Unido
Capitán (Capt) es un rango de oficial subalterno del Ejército Británico y los Royal Marines. En ambos servicios, su rango es superior al de teniente e inferior al de mayor, con un código de clasificación OTAN de OF-2. Este rango equivale al de teniente en la Marina Real Británica y al de teniente de vuelo en la Real Fuerza Aérea. El rango de capitán en la Marina Real Británica es considerablemente más alto (equivalente al rango de coronel en el Ejército/RM) y no deben confundirse.
En el Ejército Británico del siglo XXI, los capitanes suelen ser nombrados segundos al mando (2IC) de una compañía o unidad equivalente de hasta 120 soldados.